# Gudbrand Bøhn

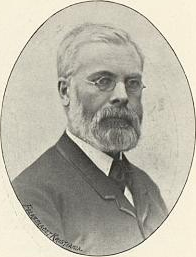
Gudbrand Bøhn.

Gudbrand Bøhn, född 10 november 1839 i Nes, Romerike, död 18 januari 1906 i Kristiania, var en norsk violinist. 
Bøhn studerade i Bryssel för Hubert Léonard samt (med stipendium) i Leipzig och Dresden. Han blev 1866 konsertmästare vid Christiania Theaters orkester och sedermera även i "musikforeningen" samt konserterade flitigt i hemlandet. Han var även en framstående violinlärare. Han tog 1865 initiativ till fasta kammarmusikkonserters anordnande i Kristiania. Han anställdes 1899 vid Nationaltheatret, men tvingades redan året därpå att ta avsked av hälsoskäl.